# ستيف سيسولاك
ستيف سيسولاك (بالإنجليزية: Steve Sisolak)‏ هو سياسي ورجل أعمال أمريكي من الحزب الديمقراطي ولد في يوم 26 ديسمبر 1953 في مدينة ميلوكي في وسكنسن، الحاكم السابق لولاية نيفادا . 